# USS Port Royal (CG-73)
USS Port Royal (CG-73) — ракетный крейсер типа «Тикондерога», служивший в составе ВМС США. Он был введён в строй 9 июля 1994 года как 27-й и последний корабль этого типа. «Порт-Рояль» был назван в честь двух морских сражений при Порт-Рояль-Саунд, Южная Каролина, одного во время американской войны за независимость, другого во время американской гражданской войны. Выведен из эксплуатации 29 сентября 2022 года. Крейсер является вторым кораблём, носящим это имя, первый из которых представлял собой канонерскую лодку с паровым двигателем и боковым колесом из Нью-Йорка, находившуюся в эксплуатации с 1862 по 1866 год.

## Строительство
«Порт-Роялью» 9 мая 1989 года изначально был присвоен бортовой номер CG-69, но этот номер был присвоен ракетному крейсеру USS Vicksburg, а CG-73 — крейсеру USS Port Royal 8 декабря 1989 г. «Порт-Рояль» был заложен 18 октября 1991 года в Паскагуле, штат Миссисипи, компанией Ingalls Shipbuilding, тогдашним подразделением Litton Industries. Крейсер был спущен на воду 20 ноября 1992 г. при спонсорстве Сьюзан Г. Бейкер (жена Джеймса А. Бейкера III, руководителя администрации президента Джорджа Буша-старшего и бывшего государственного секретаря) и введён в эксплуатацию в Саванне, штат Джорджия, 9 июля 1994 года.

## Характеристики

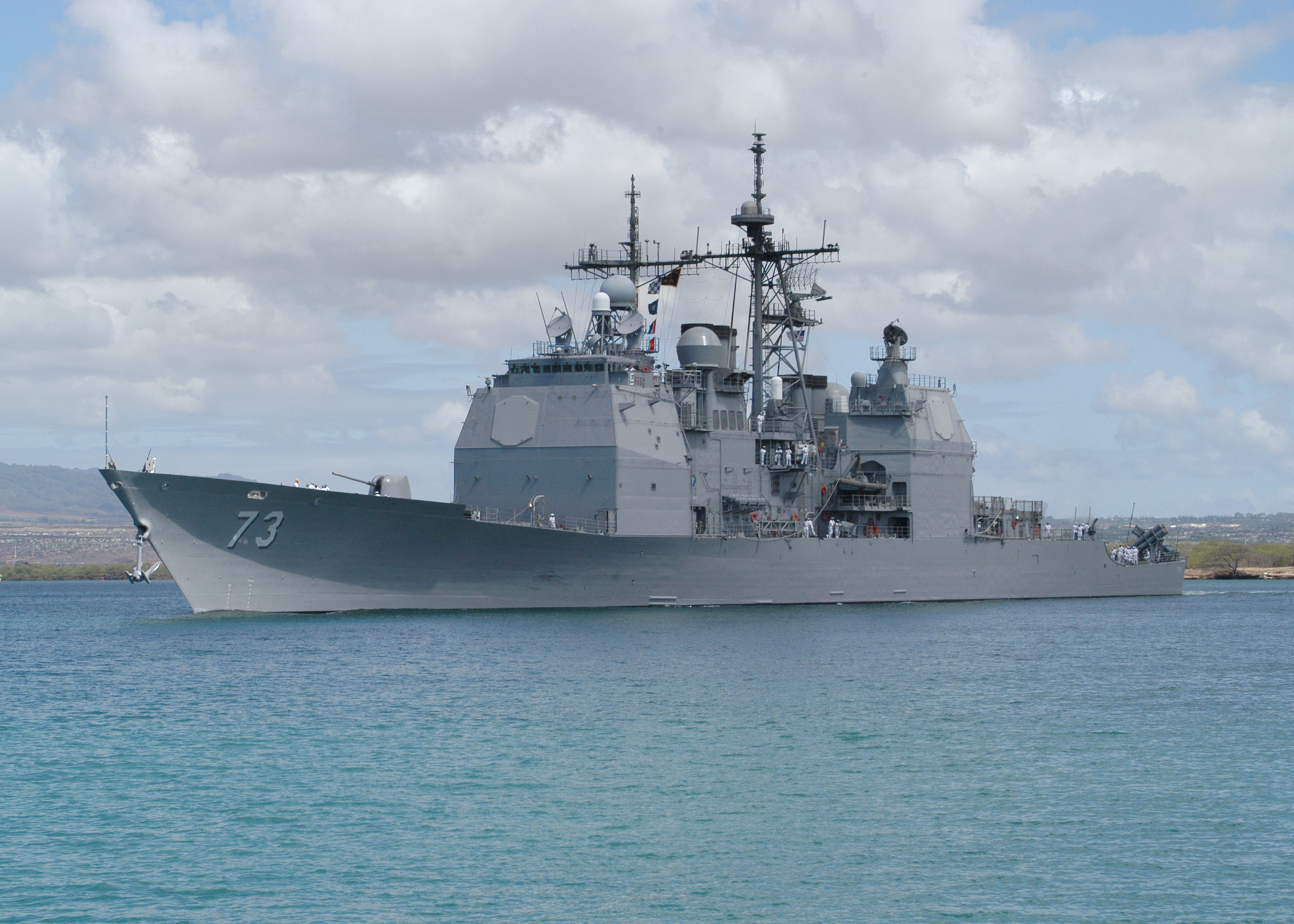
USS Port Royal в сентябре 2003 года.

«Порт-Рояль» и «Лэйк-Эри» — первые крейсеры военно-морской программы полузащитников (вехи Milestone I, II и III), которые обеспечивали возможности обороны от баллистических ракет на театре военных действий в качестве испытательных платформ для обнаружения, отслеживания, сигнализации, перехвата и взаимодействия с другими национальными средствами для сбивания межконтинентальных баллистических ракет. Корабельные системы ПРО Aegis и Standard были модернизированы с помощью системы «наблюдения и слежения на большой дальности (LRS&T)», а корабли были оборудованы для установки модифицированных SM-2 Block IVA TMD. По состоянию на 2009 год «Порт-Рояль», а также «Лейк-Эри» и «Шайло» были единственными тремя крейсерами типа «Тикондерога», оснащённые системой противоракетной обороны «Иджис». «Порт-Рояль» участвовал в качестве корабля слежения во время операции «Звездная Афина» 22 июня 2007 года у Гавайев. Позже роль «Порт-Рояля» взял на себя эсминец типа «Арли Бёрк» USS Hopper.
Первоначально «Порт-Рояль» должен был быть оснащён экспериментальной корабельной системой высокоэнергетического лазерного оружия (HELWEPS). HELWEPS, основанный на дейтериево-фторном химическом лазере мегаваттного класса, которая заменила бы стандартную 5-дюймовую артиллерийскую установку Mark 45. HELWEPS должен был использоваться для поражения ракет на расстоянии примерно до 4 километров или сжечь электрооптические датчики на расстоянии около 10 километров. Дооснащение, запланированное на военно-морскую базу Вентура в Порт-Уэнеме, штат Калифорния, в 1994 году было отменено, как и все планы по установке HELWEPS на крейсера типа «Тикондерога».
Четыре газотурбинных двигателя LM2500 приводят в движение крейсер на скорости более 30 узлов. Два пятилопастных гребных винта регулируемого шага и два руля направления помогают в ускорении и замедлении.
Радиолокационное вооружение включает в себя:
- Многофункциональный радар AN/SPY-1B(V) (четыре установки)
- РЛС воздушного поиска AN/SPS-49(V)8
- РЛС наземного поиска AN/SPS-55
- Навигационная радиолокационная станция AN/SPS-64(V)9
- Радар управления огнем пушки AN/SPQ-9
- Осветители AN/SPG-62 (четыре установки)
- Гидролокационный комплекс AN/SQQ-89A(V)15
- Комплект радиоэлектронной борьбы AN/SLQ-32A(V)3

## Операции
«Порт-Рояль» дислоцировался с декабря 1995 года по июнь 1996 года в составе седьмой ударной группы авианосца USS Nimitz. Ударная группа участвовала в операции «Южный дозор» с сентября 1997 года по марта 1998 года, а до этого была развёрнута в Южно-Китайском море в марте 1996 года, чтобы действовать в качестве стабилизирующей силы во время третьего кризиса в Тайваньском проливе. Во время этого развёртывания 21 января 1996 года капитан Ричардс передал командование капитану Гэри Рафхэду. После своего первого развёртывания «Порт-Рояль» стал первым крейсером ВМС США, в состав экипажа которого вошли женщины.
«Порт-Рояль» был развёрнут вместе с ударной группой авианосца USS John C. Stennis, участвовавшей в операции «Южный дозор». Уехав в январе 2000 года, крейсер вернулся на Гавайи после того, как получил повреждения левого вала и узла во время преследования судна, подозреваемого в контрабанде иракской нефти и нарушение санкции ООН. Он вернулся в июне, а затем в августе отправился в сухой док для ремонта и модернизации.
«Порт-Рояль» был развёрнут в Перл-Харборе 17 ноября 2001 года, чтобы присоединиться к ударной группе авианосца USS John C. Stennis, развёрнутой в поддержку операции «Несокрушимая свобода».
В марте 2003 года крейсер был направлен в седьмую авианосную ударную группу (АУГ).
«Порт-Рояль» был развёрнут вместе с Первой экспедиционной ударной группой Peleliu (ESG-1) для поддержки Глобальной войны с терроризмом с 3 сентября 2003 г. по 11 марта 2004 г. а также был развёрнут вместе с Третьей экспедиционной ударной группой Peleliu (ESG-3) с 27 февраля 2006 г. по 5 августа 2006 г.
6 января 2008 года эсминец «Хоппер», крейсер «Порт-Рояль» и фрегат «Ингрэхем» вошли в Персидский залив через Ормузский пролив, когда к ним на высокой скорости и в угрожающей манере приблизились пять иранских катеров. Корабли США находились в Аравийском море в поисках матроса, пропавшего на борту «Хоппера» один день. ВМС США заявили, что иранские катера совершили «угрожающие» движения в сторону американских кораблей, подойдя на расстояние 200 ярдов (180 м). ВМС США якобы получили радиопередачу, в которой говорилось: «Я иду на вас. Вы взорветесь через пару минут». По словам официальных лиц США, когда американские корабли приготовились открыть огонь, иранцы резко отвернулись. Перед уходом иранцы сбросили в воду перед кораблями США белые ящики. Ящики исследованы не были. Официальные лица двух стран разошлись во мнениях относительно серьёзности инцидента. Иранцы заявили, что проводят обычные манёвры, в то время как американские официальные лица заявили, что существует непосредственная опасность для американских кораблей.

### Посадка на риф крейсера в 2009 году

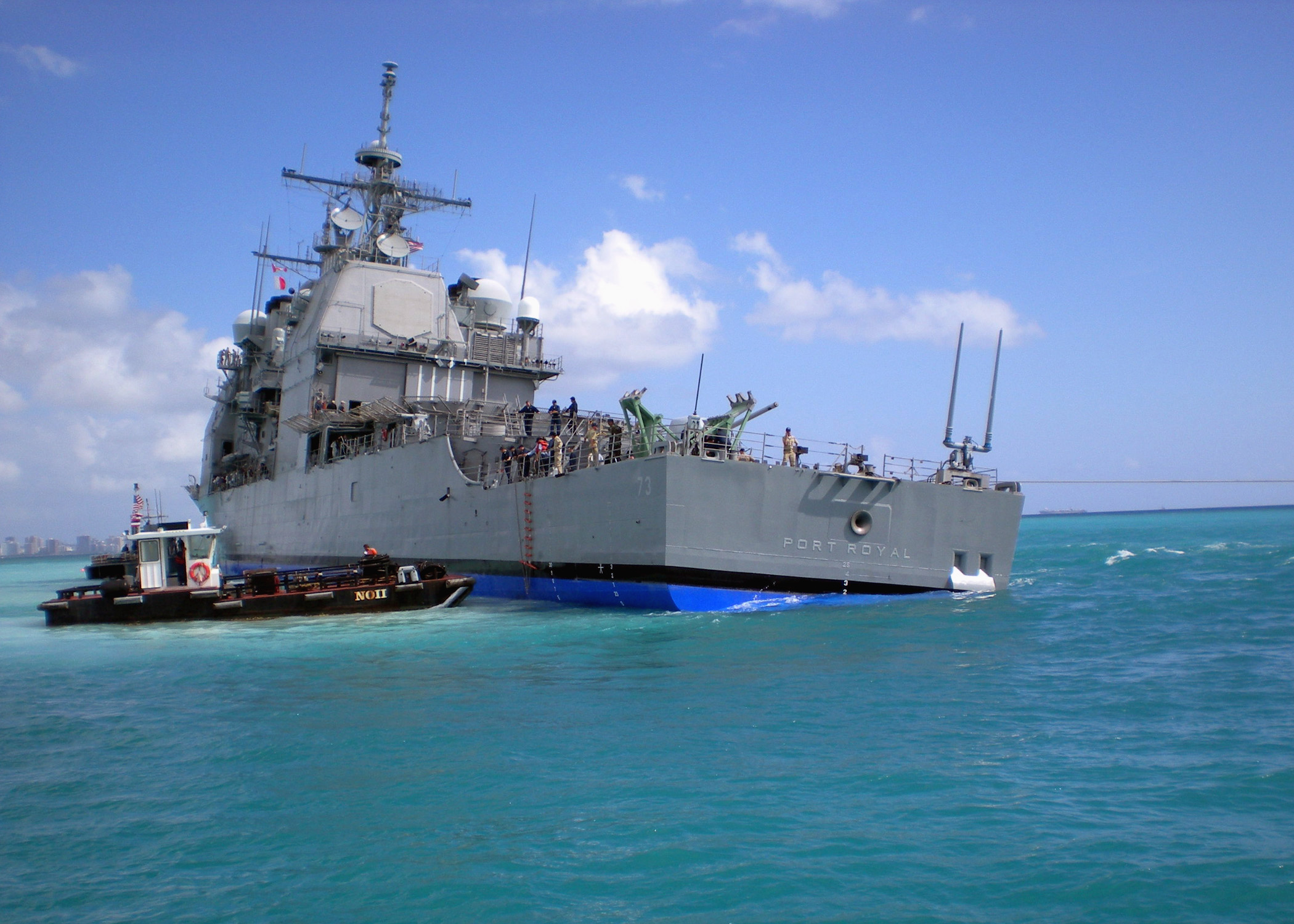
«Порт-Рояль» сел на мель у острова Оаху в феврале 2009 года.

5 февраля 2009 года в 21:00 крейсер «Порт-Рояль» сел на мель примерно в полумиле к югу от взлётно-посадочной полосы Риф международного аэропорта Гонолулу. Корабль только что вышел из сухого дока после ремонта и проходил первые ходовые испытания. В результате инцидента никто не пострадал, а топливо не разлилось. 9 февраля 2009 года «Порт-Рояль» оторвали от кораллового рифа около 2:00. Во время восстановительных работ никто не пострадал, хотя риф был серьезно поврежден, как и корпус корабля, так и тросы, которыми корабль оттаскивали от рифа. Капитан Джон Кэрролл был освобождён от своих обязанностей и вместе со старшим офицером корабля, командиром Стивеном Окуном и тремя другими моряками впоследствии был привлечён к дисциплинарной ответственности за неисполнение служебных обязанностей и неправомерную угрозу кораблю. Кэрролл был командиром «Порт-Рояля» с 23 октября 2008 года. Находившийся на борту корабля контр-адмирал Диксон Р. Смит в тот же день принял временное командование, а 9 февраля командование принял капитан Джон Лауэр III, чиновник надводной группы ВМС в Средней части Тихого океана.
Крейсер получил серьёзные повреждения обтекателя носового гидролокатора, а также гребных винтов и гребных валов и был поставлен в сухой док для ремонта. Капитану Нилу Пэрроту было поручено возглавить расследование по поводу заземления. 18 февраля корабль вошёл в сухой док номер 4 в Пёрл-Харборе. По оценкам ВМФ, ремонт стоил от 25 до 40 миллионов долларов. Корабль покинул сухой док 24 сентября 2009 года, но перед возвращением в строй потребовалось ещё несколько недель ремонта и оценки.

### После посадки
В мае 2013 года, отвечая на вопросы Конгресса, Командование морских систем ВМС (NAVSEA) сообщило, что состояние корабля было сопоставимо с состоянием некоторых других крейсеров того же класса и что последствия посадки на мель могли быть не такими серьёзными, как считалось ранее. Полный отчёт о корабле и его состоянии ожидался в начале августа 2013 года. В отчёте GAO за апрель 2014 года было отмечено, что ремонт корабля стоит не дороже, чем ремонт других крейсеров, подлежащих сохранению.

### Развёртывания
- 24 июня 2011 г. — 13 февраля 2012 г. — Западный Тихоокеанский регион — Индийский океан — Персидский залив.[16] После ремонта крейсер отправился на восьмимесячную командировку в западную часть Тихого океана и на Ближний Восток[17], но был вынужден остановиться в Бахрейне, чтобы заделать трещины в корпусе. Сообщается, что командование ВМФ потеряло уверенность в том, что судно восстановлено в мореходных качествах, и из-за этого корабль был включён в список семи крейсеров, подлежащих досрочному выводу из эксплуатации.[14] Вывод из эксплуатации в ожидании возможного демонтажа был назначен на 31 марта 2013 года.[18]
- 25 августа 2016 г. — 24 марта 2017 г. — Западная часть Тихого океана, Индийский океан и Персидский залив.[19] 24 марта 2017 года «Порт-Рояль» вернулся в Пёрл-Харбор после 212-дневного независимого развёртывания в Аравийском море, Персидском заливе, Оманском заливе, Красном море, Аденском заливе, Южно-Китайском море, западной части Тихого океана и Индийском океане. За это время корабль провёл совместные учения по обеспечению безопасности на море с партнёрами из Юго-Восточной Азии, противолодочные операции, совместные учения по борьбе с терроризмом и контрабандой, операции по тихоокеанскому присутствию в Южно-Китайском море, противовоздушную оборону 5-го флота и операции авианосной ударной группы с авианосцами USS Dwight D. Eisenhower и USS Carl Vinson. «Порт-Рояль» также осуществлял транзит через проливы, обеспечивая защиту американской и международной торговли и обеспечивая контроль над морем в окрестностях Йемена и Сомали.[20]
- Ноябрь 2020 г. — 27 апреля 2021 г. — Западный регион ЛАК — Индийский океан — Персидский залив.[21]
- 10 января 2022 г. — 18 июля 2022 г. — Западная часть Тихого океана и Персидский залив.[22]

### Вывод из эксплуатации
В 2020 году в бюджетном плане ВМС США предлагалось разместить US Port Royal, а также сестршипы USS Monterey, USS Shiloh и USS Vella Gulf находятся на пути к досрочному выводу из эксплуатации, поскольку не прошли модернизацию.

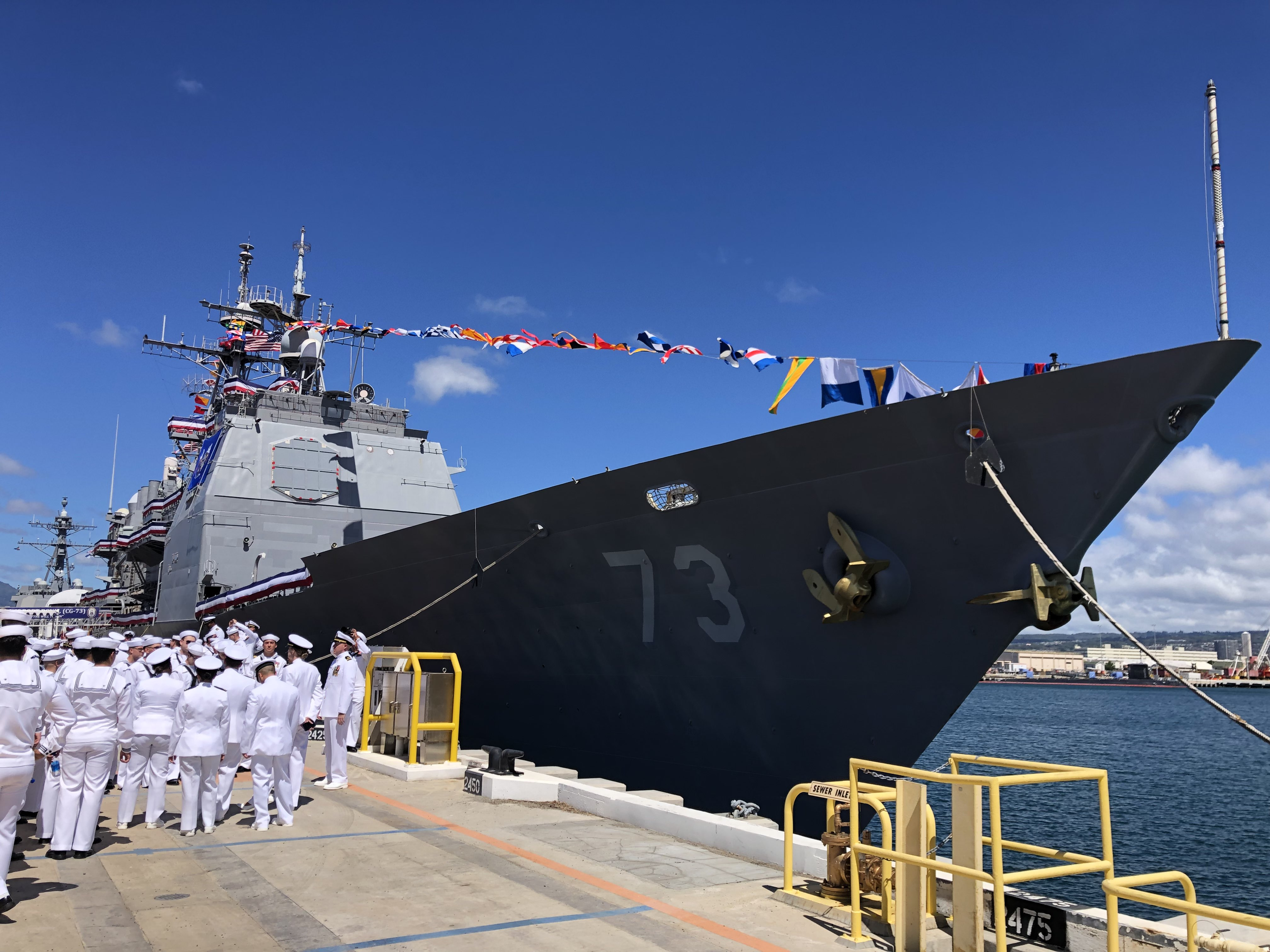
«Порт-Рояль» во время церемонии вывода из эксплуатации в Пёрл-Харборе, 29 сентября 2022 г.

В декабре 2020 года в отчёте ВМС США Конгрессу о ежегодном долгосрочном плане строительства военно-морских кораблей говорилось, что в 2022 году корабль планировалось вывести из эксплуатации в резерв.
Корабль был официально выведен из эксплуатации на совместной базе Перл-Харбор-Хикэм, Гавайи, 29 сентября 2022 года Он был списан из реестра ВМС 30 сентября 2022 года.

## Награды
- Благодарность части ВМФ — (октябрь 1997 г. — апрель 1998 г., декабрь 1995 г. — май 1996 г., январь — декабрь 1998 г.)
- Награда за заслуги перед ВМФ — (январь 1999 г. — сентябрь 2001 г., октябрь 2016 г. — январь 2017 г.)
- Лента Navy E — (1995, 1996, 1997, 1998, 1999, 2001, 2002, 2004, 2005, 2011, 2021)